# Municípios da Estônia

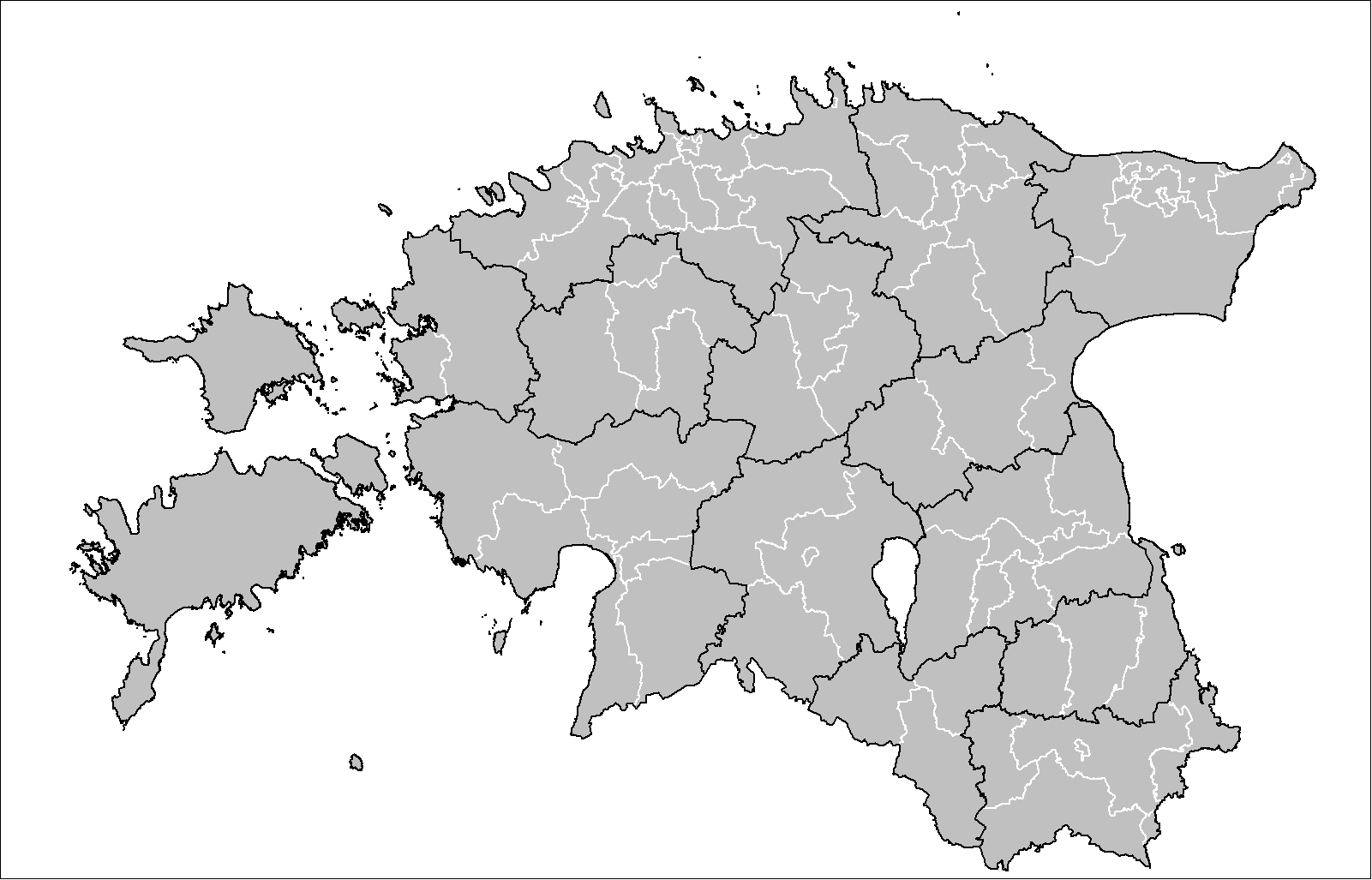
Municípios da Estônia

Um Município (em estoniano: omavalitsus) é a menor subdivisão administrativa da Estônia. Cada município é uma unidade de autogoverno com seus representantes e corpo executivo. Os municípios na Estônia cobrem todo o território do país.
Os municípios da Estônia são de dois tipos: municípios urbanos, ou cidades (estoniano: linnad, singular - linn) e municípios rurais (estoniano: vallad, singular - vald). Não existe nenhuma outra distinção entre elas.
O município pode conter um ou vários lugares povoados. Alguns municípios urbanos são divididos em distritos (estoniano: linnaosad, singular - linnaosa) com autogoverno limitado, por exemplo, Tallinn possui oito distritos (Haabersti, Kesklinn, Kristiine, Lasnamäe, Mustamäe, Nõmme, Pirita, Põhja-Tallinn).
Os municípios variam em tamanho populacional indo desde Tallinn com 400 000 habitantes até Ruhnu com pouco mais de 60. Mais de dois terços dos municípios tem uma população em torno de 3 000 habitantes.
Após a conclusão da reforma administrativa de outubro de 2017, existem um total de 79 municípios, 15 dos quais são urbanos e 64 rurais. 51 dos actuais municípios resultaram de fusões, 28 permanecem inalterados. Após a reforma, os pequenos municípios com menos de 5.000 habitantes foram reduzidos de 169 para 15. O número de vereadores foi reduzido de 2.026 para 1.019. Em 2022, 36 municípios (45,56%) tiveram queda populacional.

## Harjumaa

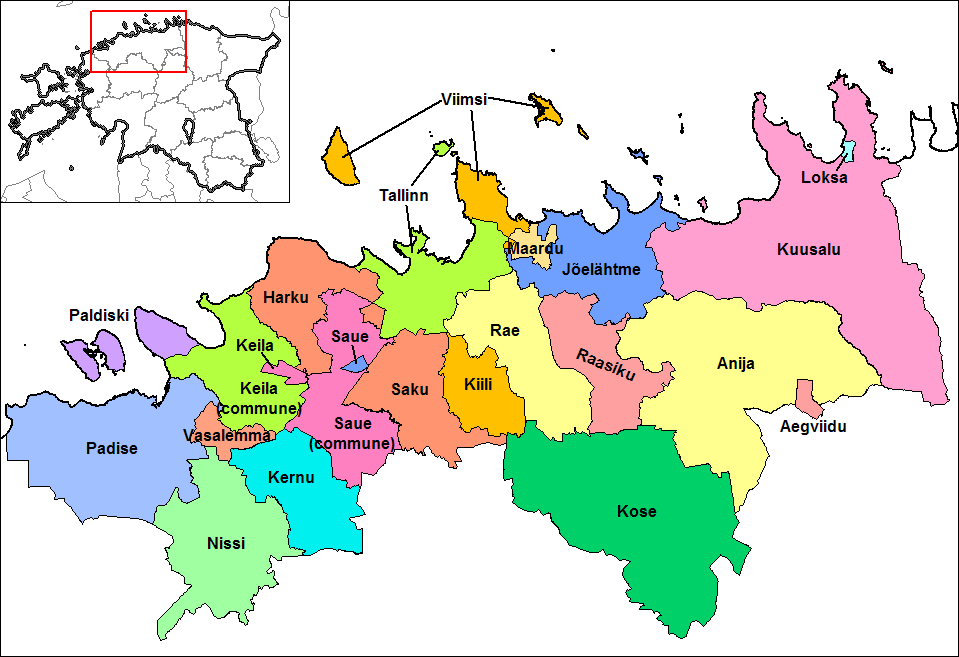
Municípios de Harjumaa

Municípios urbanos:
- Keila
- Loksa
- Maardu
- Paldiski
- Saue
- Tallinn

Municípios rurais:
- Aegviidu
- Anija (inclui Kehra)
- Harku (inclui Tabasalu)
- Jõelähtme
- Keila
- Kernu (inclui Haiba)
- Kiili
- Kose
- Kuusalu (inclui Kiiu)
- Kõue (inclui Ardu)
- Nissi (inclui Riisipere)
- Padise
- Raasiku (inclui Aruküla)
- Rae (inclui Jüri)
- Saku
- Saue (inclui Laagri)
- Vasalemma
- Viimsi

## Hiiumaa

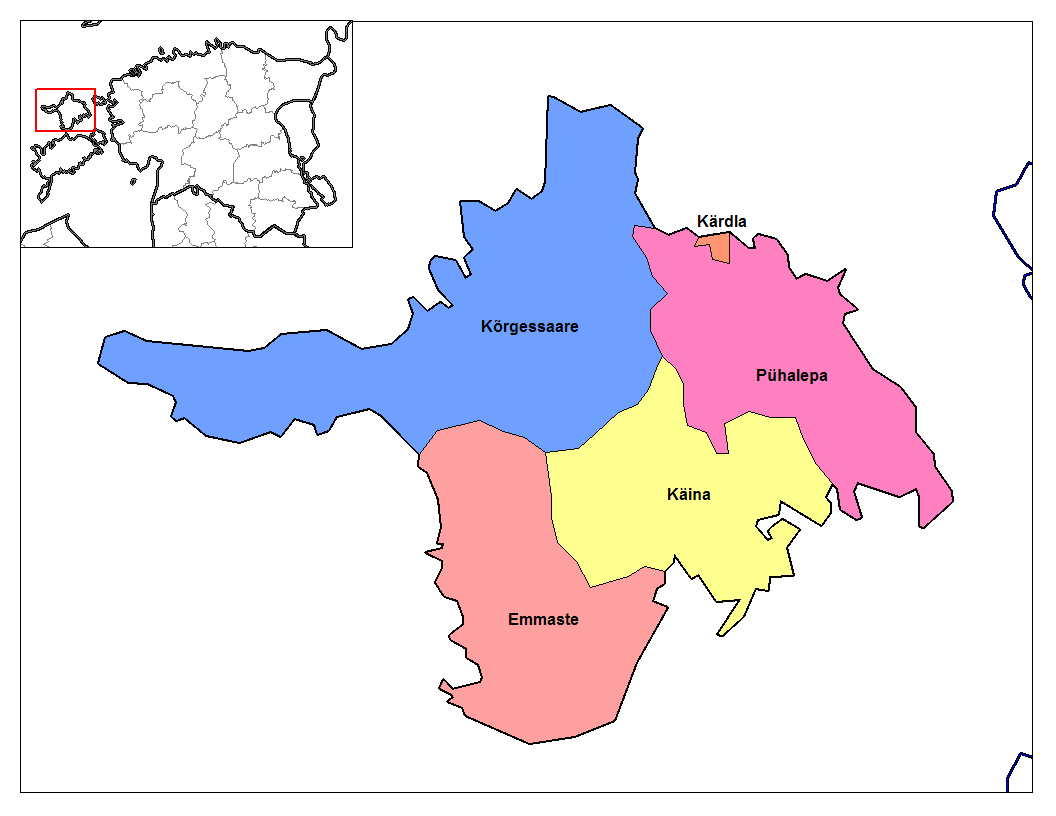
Municípios de Hiiumaa

Municípios urbanos:
- Kärdla

Municípios rurais:
- Emmaste
- Kõrgessaare
- Käina
- Pühalepa

## Ida-Virumaa

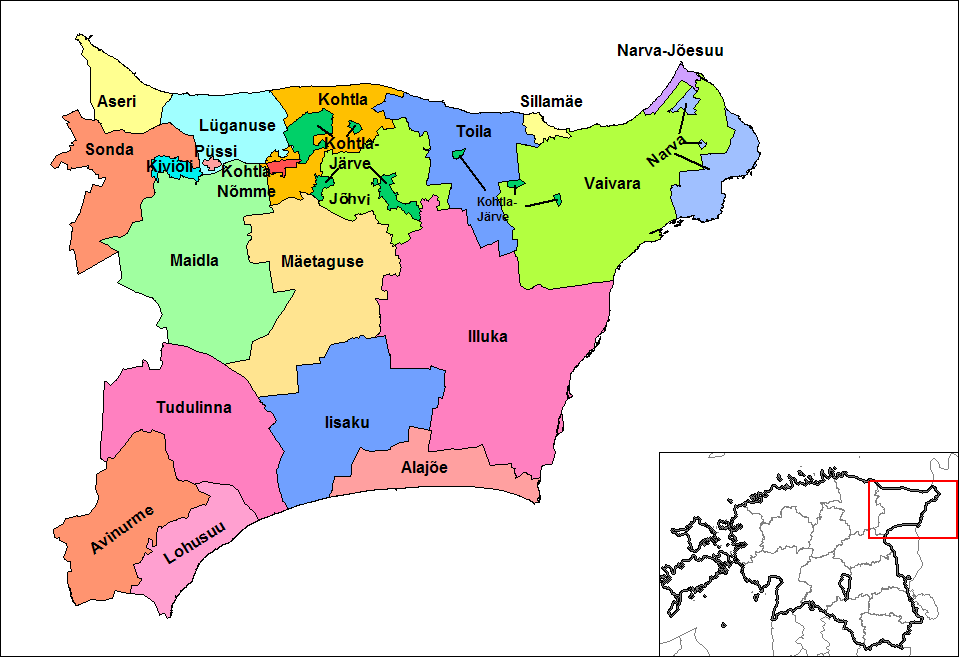
Municípios de Ida-Virumaa

Municípios urbanos:
- Kiviõli
- Kohtla-Järve
- Narva
- Narva-Jõesuu
- Püssi
- Sillamäe

Municípios rurais:
- Alajõe
- Aseri
- Avinurme
- Iisaku
- Illuka
- Jõhvi (inclui Jõhvi)
- Kohtla
- Kohtla-Nõmme
- Lohusuu
- Lüganuse
- Maidla
- Mäetaguse
- Sonda
- Toila
- Tudulinna
- Vaivara

## Järvamaa

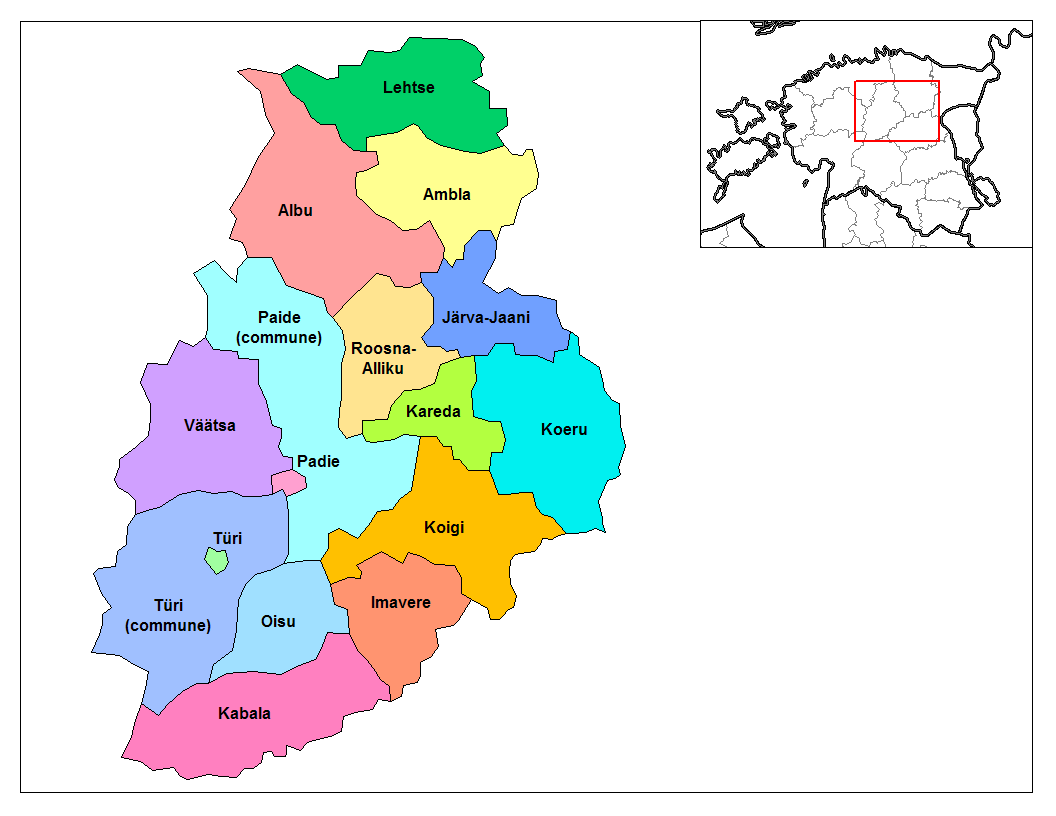
Municípios de Järvamaa

Municípios urbanos:
- Paide

Municípios rurais:
- Albu
- Ambla
- Imavere
- Järva-Jaani
- Kareda
- Koeru
- Koigi
- Paide
- Roosna-Alliku
- Türi (inclui Türi)
- Väätsa

## Jõgevamaa

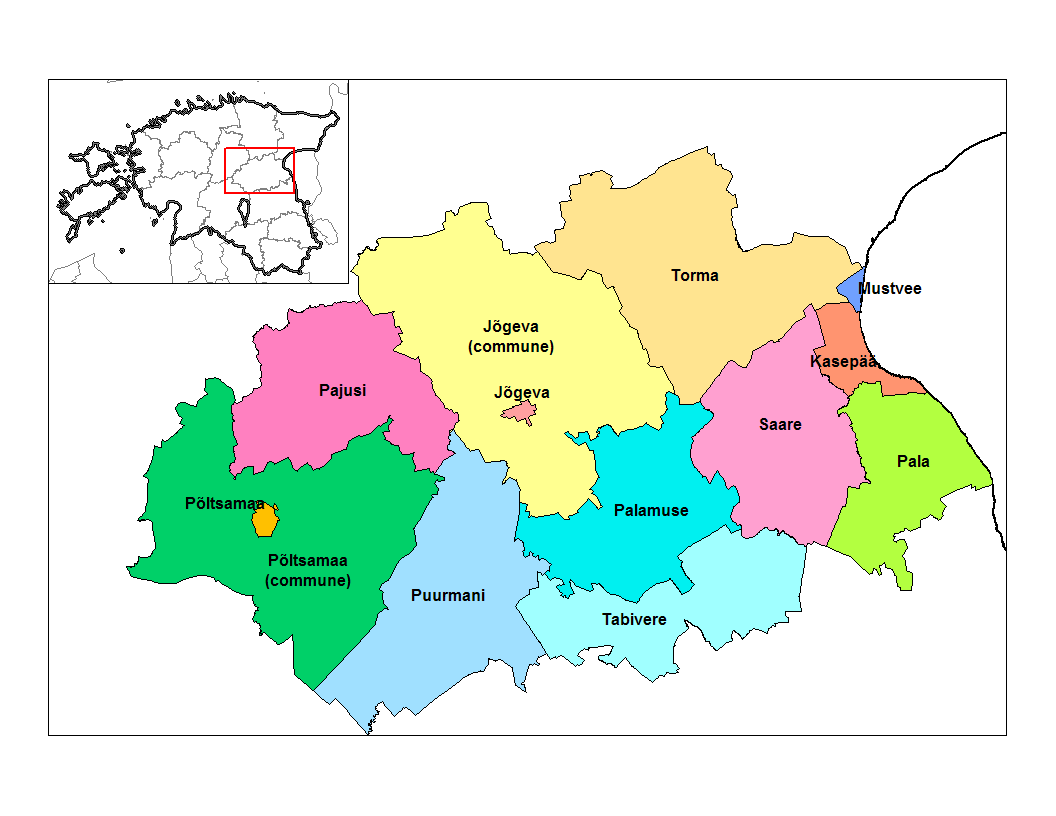
Municípios de Jõgevamaa

Municípios urbanos:
- Jõgeva
- Mustvee
- Põltsamaa

Municípios rurais:
- Jõgeva
- Kasepää
- Pajusi
- Pala
- Palamuse
- Puurmani
- Põltsamaa
- Saare
- Tabivere
- Torma

## Läänemaa

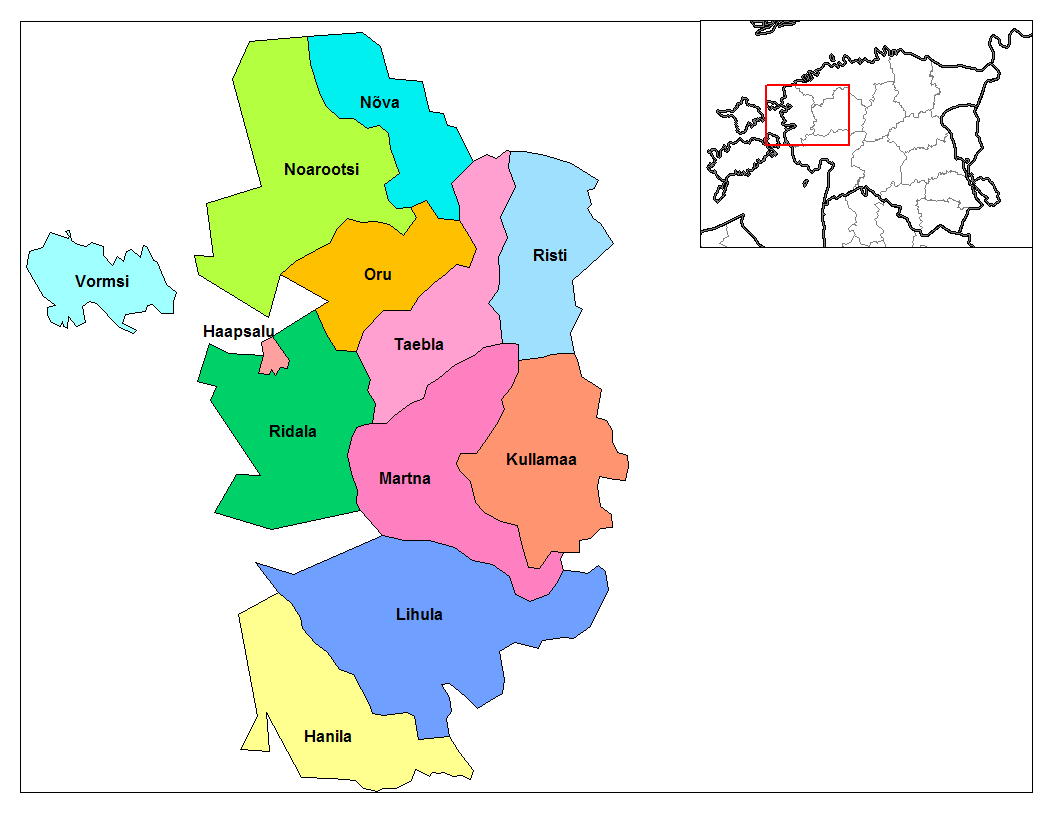
Municípios de Läänemaa

Municípios urbanos:
- Haapsalu

Municípios rurais:
- Hanila
- Kullamaa
- Lihula (inclui Lihula)
- Martna
- Noarootsi
- Nõva
- Oru
- Ridala
- Risti
- Taebla
- Vormsi

## Lääne-Virumaa

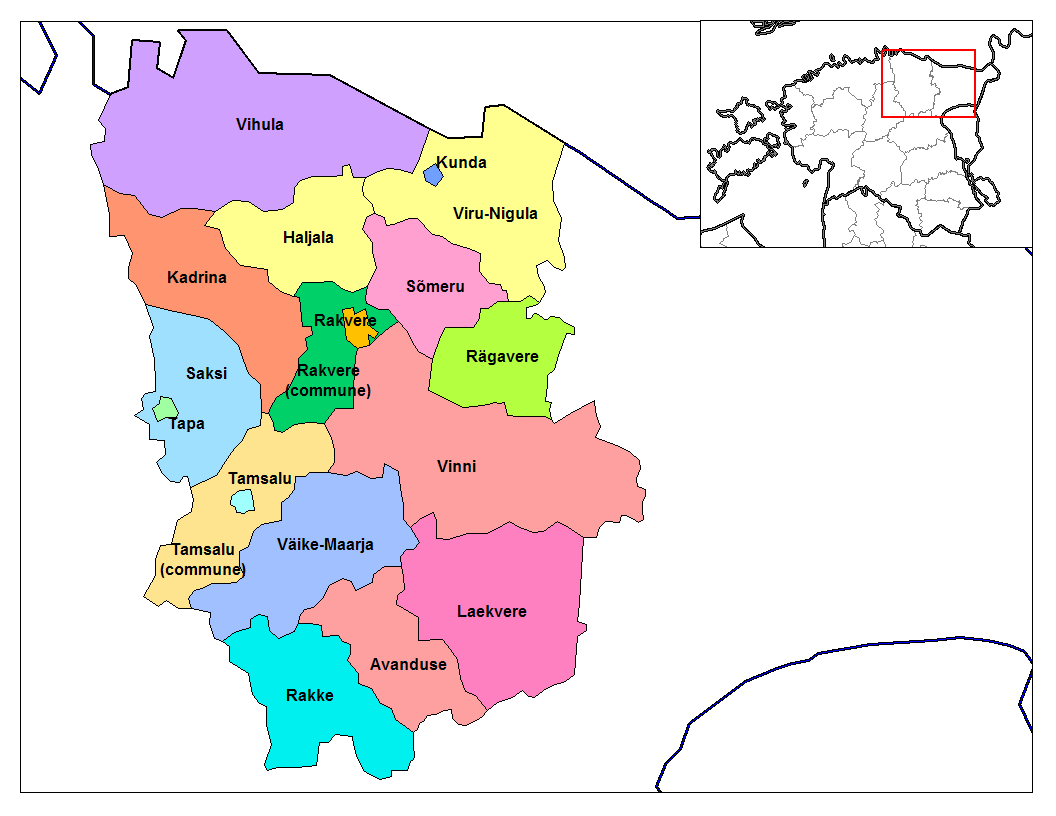
Municípios de Lääne-Virumaa

Municípios urbanos:
- Kunda
- Rakvere

Municípios rurais:
- Haljala
- Kadrina
- Laekvere
- Rakke
- Rakvere
- Rägavere
- Sõmeru
- Tamsalu (inclui Tamsalu)
- Tapa (inclui Tapa)
- Vihula
- Vinni
- Viru-Nigula
- Väike-Maarja

## Põlvamaa

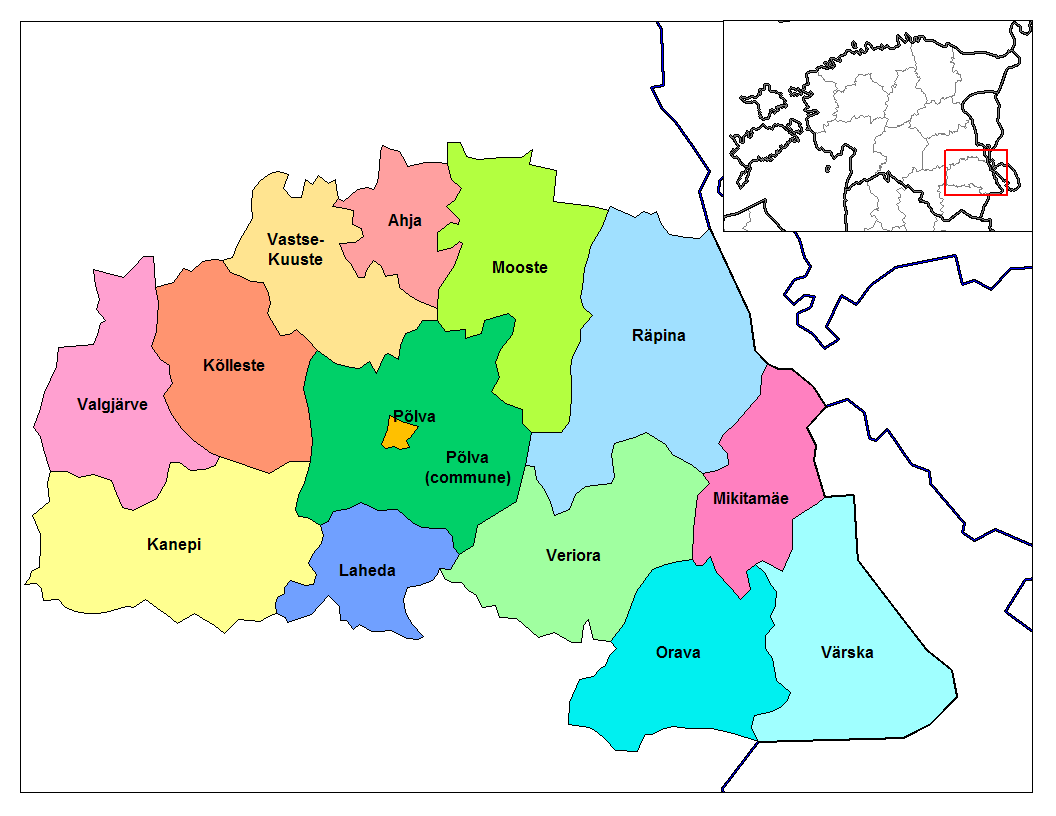
Municípios de Põlvamaa

Municípios urbanos:
- Põlva

Municípios rurais:
- Ahja
- Kanepi
- Kõlleste
- Laheda
- Mikitamäe
- Mooste
- Orava
- Põlva
- Räpina (inclui Räpina)
- Valgjärve
- Vastse-Kuuste
- Veriora
- Värska

## Pärnumaa

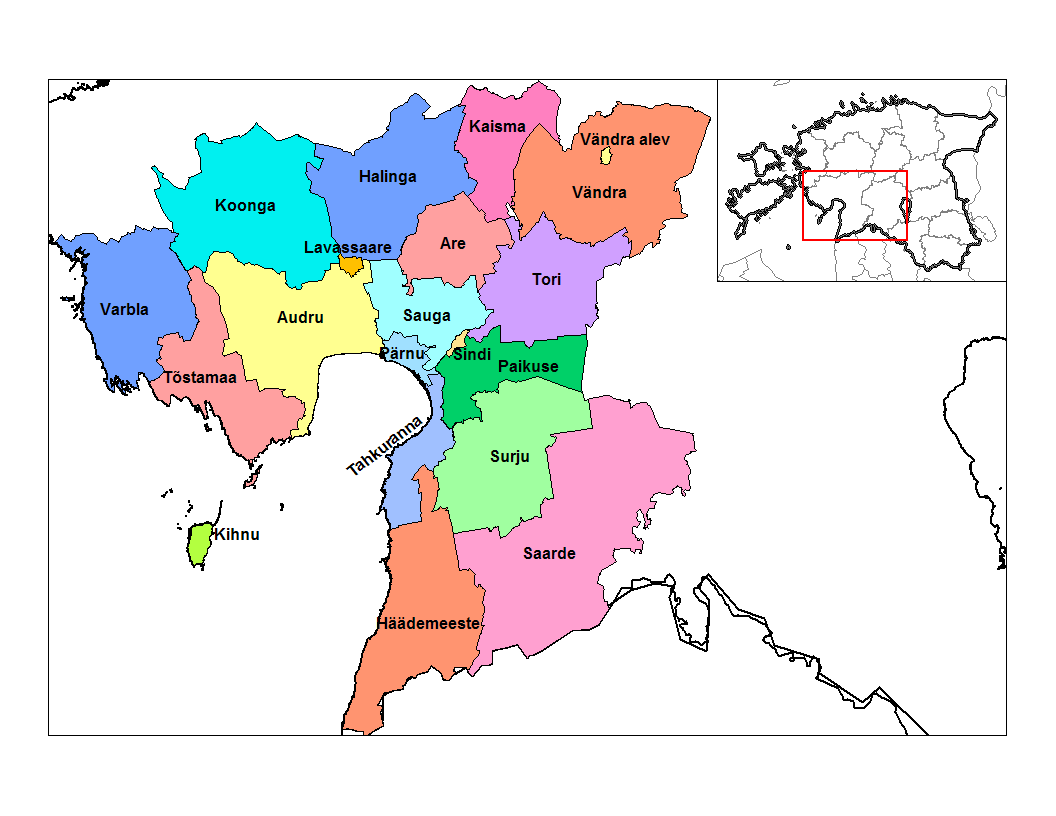
Municípios de Pärnumaa

Municípios urbanos:
- Pärnu
- Sindi

Municípios rurais:
- Are
- Audru
- Halinga
- Häädemeeste
- Kaisma
- Kihnu
- Koonga
- Lavassaare
- Paikuse
- Saarde (inclui Kilingi-Nõmme)
- Sauga
- Surju
- Tahkuranna
- Tootsi
- Tori
- Tõstamaa
- Varbla
- Vändra

## Raplamaa

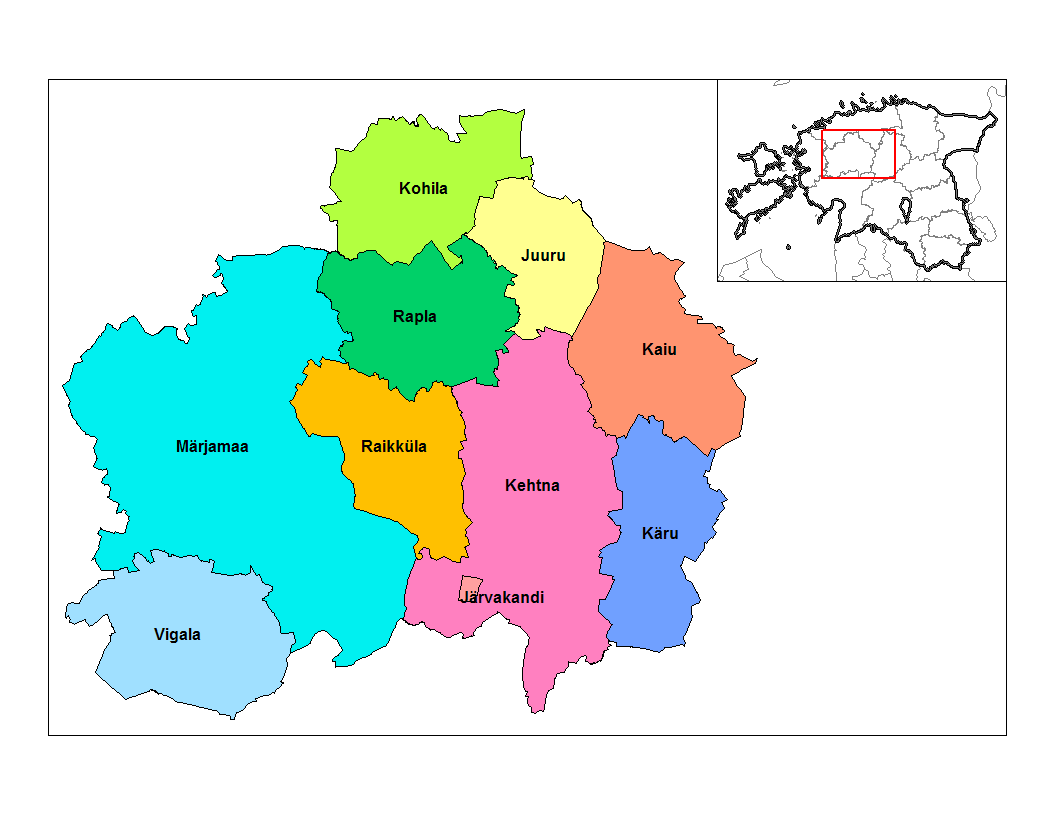
Municípios de Raplamaa

Municípios rurais:
- Juuru
- Järvakandi
- Kaiu
- Kehtna
- Kohila
- Käru
- Märjamaa
- Raikküla
- Rapla (inclui Rapla)
- Vigala

## Saaremaa

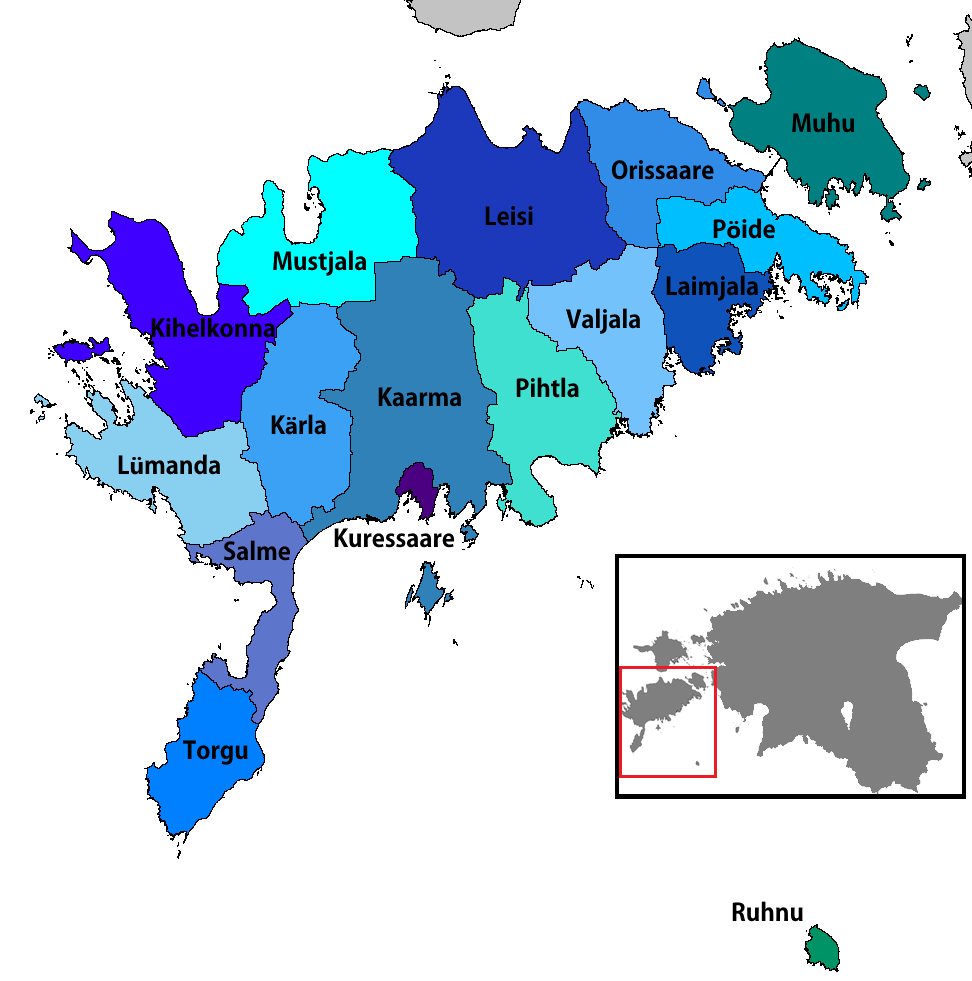
Municípios de Saaremaa

Municípios urbanos:
- Kuressaare

Municípios rurais:
- Kaarma
- Kihelkonna
- Kärla
- Laimjala
- Leisi
- Lümanda
- Muhu
- Mustjala
- Orissaare
- Pihtla
- Pöide
- Ruhnu
- Salme
- Torgu
- Valjala

## Tartumaa

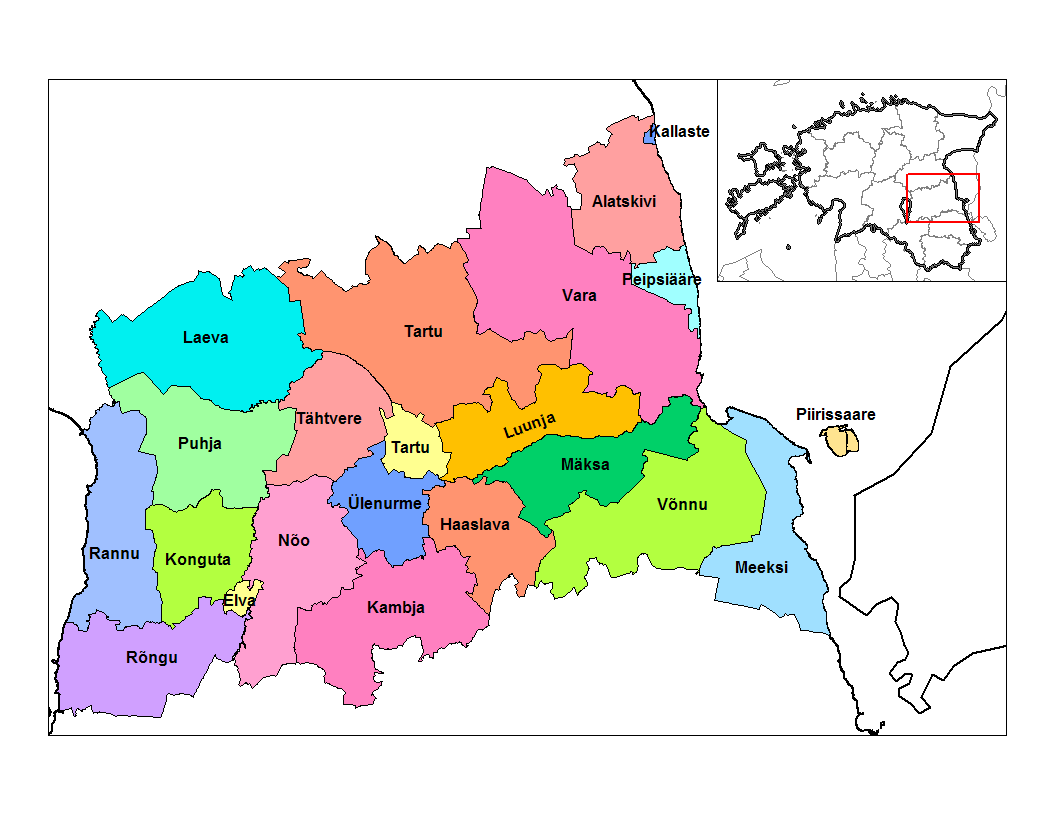
Municípios de Tartumaa

Municípios urbanos:
- Elva
- Kallaste
- Tartu

Municípios rurais:
- Alatskivi
- Haaslava
- Kambja
- Konguta
- Laeva
- Luunja
- Meeksi
- Mäksa
- Nõo
- Peipsiääre
- Piirissaare
- Puhja
- Rannu
- Rõngu
- Tartu
- Tähtvere
- Vara
- Võnnu
- Ülenurme

## Valgamaa

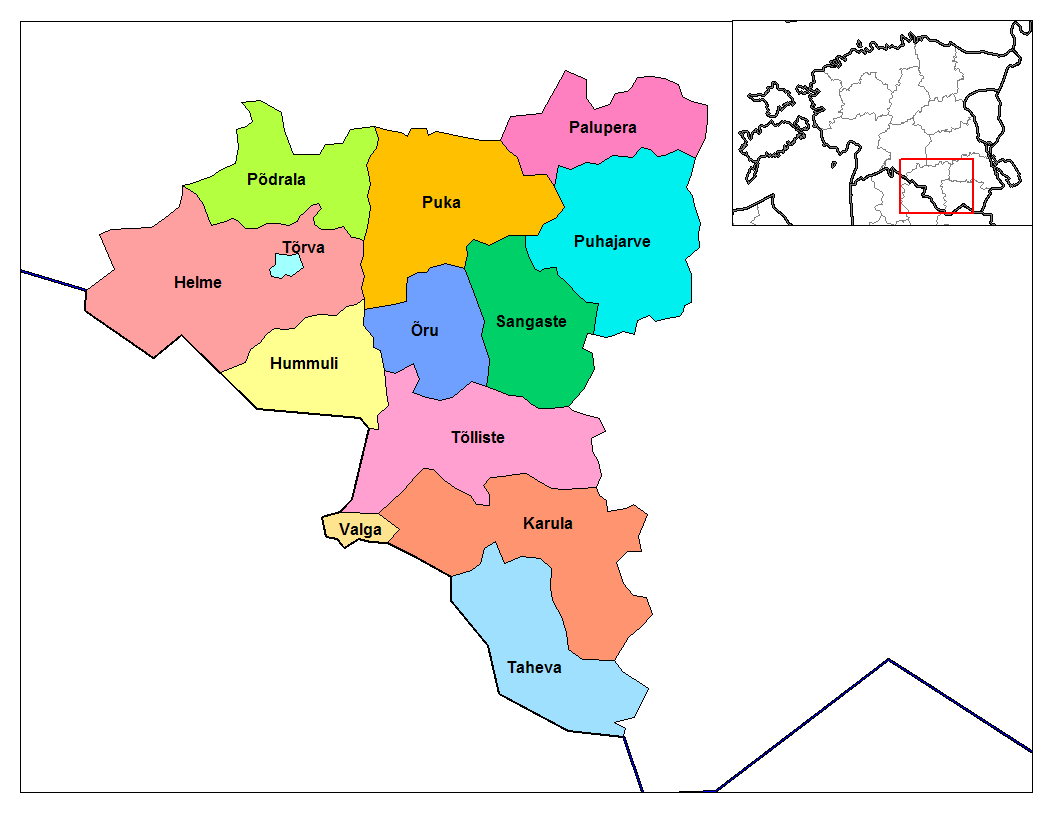
Municípios de Valgamaa

Municípios urbanos:
- Tõrva
- Valga

Municípios rurais:
- Helme
- Hummuli
- Karula
- Otepää (inclui Otepää)
- Palupera
- Puka
- Põdrala
- Sangaste
- Taheva
- Tõlliste
- Õru

## Viljandimaa

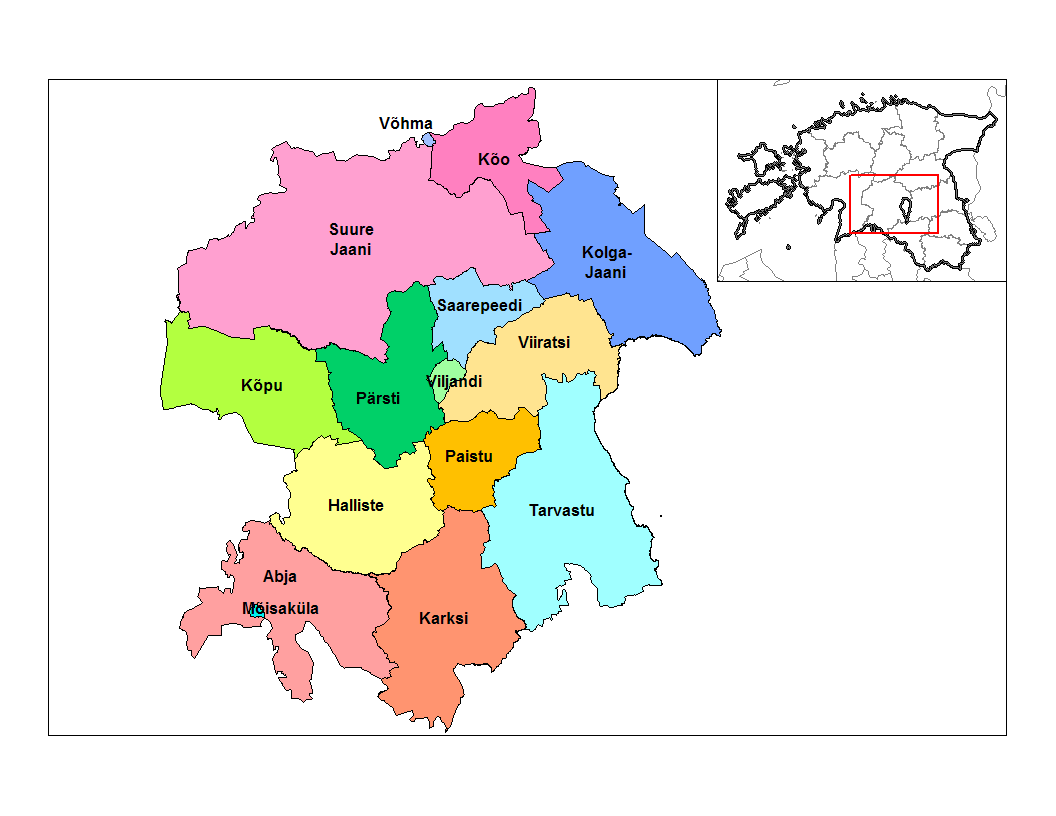
Municípios de Viljandimaa

Municípios urbanos:
- Mõisaküla
- Viljandi
- Võhma

Municípios rurais:
- Abja (inclui Abja-Paluoja)
- Halliste
- Karksi (inclui Karksi-Nuia)
- Kolga-Jaani
- Kõo
- Kõpu
- Paistu
- Pärsti
- Saarepeedi
- Suure-Jaani (inclui Suure-Jaani)
- Tarvastu
- Viiratsi

## Võrumaa

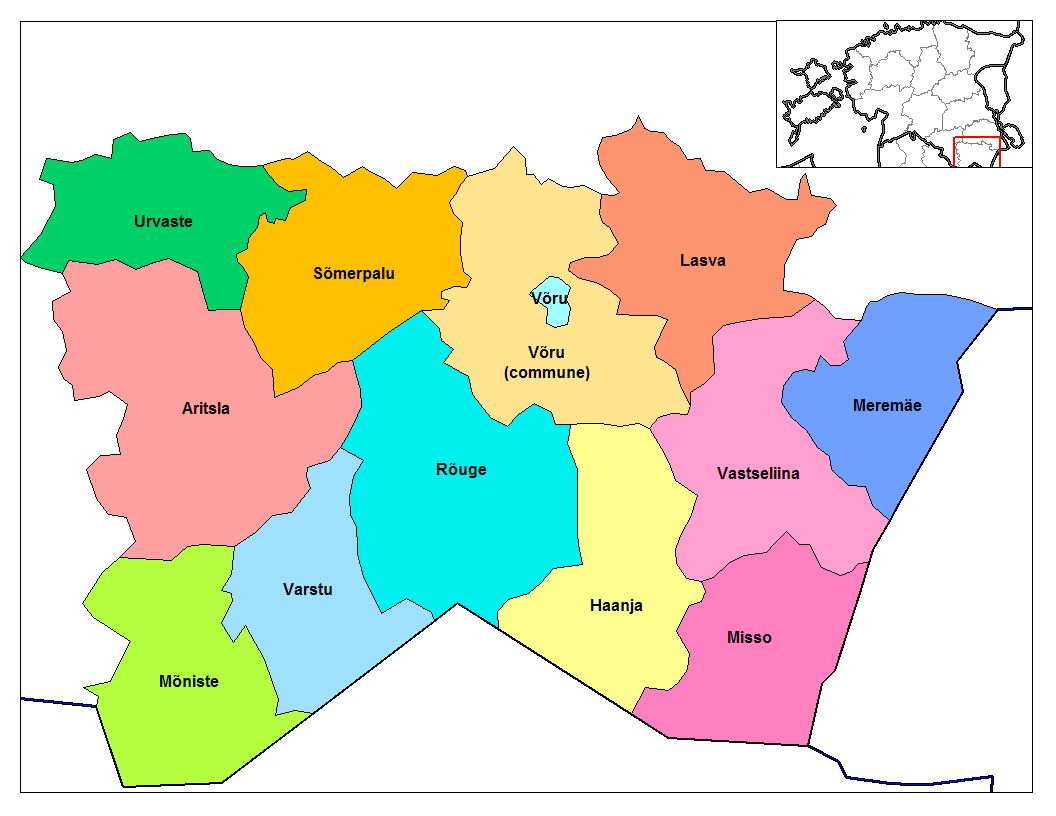
Municípios de Võrumaa

Municípios urbanos:
- Võru

Municípios rurais:
- Antsla (inclui Antsla)
- Haanja
- Lasva
- Meremäe
- Misso
- Mõniste
- Rõuge
- Sõmerpalu
- Urvaste
- Varstu
- Vastseliina
- Võru

## Estrutura das autoridades locais
Em cada município há um governo local bem como um conselho.
O conselho (estoniano: volikogu) é um corpo representativo eleito pelos residentes de um município por um período de três anos. Os membros do conselho elegem um presidente (estoniano: volikogu esimees), que organiza os trabalhos do conselho e representa o município.
O governo (estoniano: valitsus) é um corpo executivo formado pelo conselho. É encabeçado por um prefeito (estoniano: linnapea nas cidades, vallavanem nas comunas), que é indicado para um período de três anos. O prefeito não pode ser o presidente do conselho. Os outros membros do governo são escolhidos pelo prefeito com a aprovação do conselho.